# 羅克城 (加利福尼亞州)
羅克城（英語：Rock City）是位於美國加利福尼亞州康特拉科斯塔縣的一個非建制地區。該地的面積和人口皆未知。

## 地理
羅克城的座標為37°50′59″N 121°56′08″W / 37.84972°N 121.93556°W，而該地的平均海拔高度為471米（即1545英尺）。